# Syllabus
Een syllabus (meervoud: syllabi) of reader is in het Nederlandse taalgebied een document met een overzicht en samenvatting van de onderwerpen die worden behandeld tijdens een cursus. In sommige gevallen vindt de student hierbij tevens opdrachten en kopieën van de benodigde literatuur. Een syllabus wordt meestal opgesteld door de docent en uitgereikt tijdens het eerste college. 
Vaak geeft een syllabus ook specifieke informatie over de opzet van de cursus zelf. Daarbij kan men bijvoorbeeld denken aan contactinformatie, benodigde hulpmiddelen, en een schema waarin de data en locaties van colleges worden gegeven. In andere gevallen is deze informatie opgenomen in een aparte studiehandleiding, en bevat de syllabus alleen informatie over de inhoudelijke stof zelf.
Het verschil tussen een syllabus en een leerboek is dat de syllabus in eigen beheer in een kleine oplage wordt uitgegeven. Vanouds geschiedde dat door stencillen, later door fotokopiëren, tegenwoordig meestal met een computerprinter.
Tot ongeveer 1970 waren de mogelijkheden om een gering aantal kopieën te maken beperkt. De studenten moesten zelf notities maken en het gebeurde vaak dat de tekst door de docent op dicteersnelheid werd voorgelezen.
In Engelstalige landen bedoelt men met 'syllabus' het overzicht van opdrachten en deadlines, verwachtingen, beoordelingscriteria, contactmogelijkheden met de docent en dergelijke. Het is niet gebruikelijk er studiemateriaal in op te nemen. 